# Свято музики

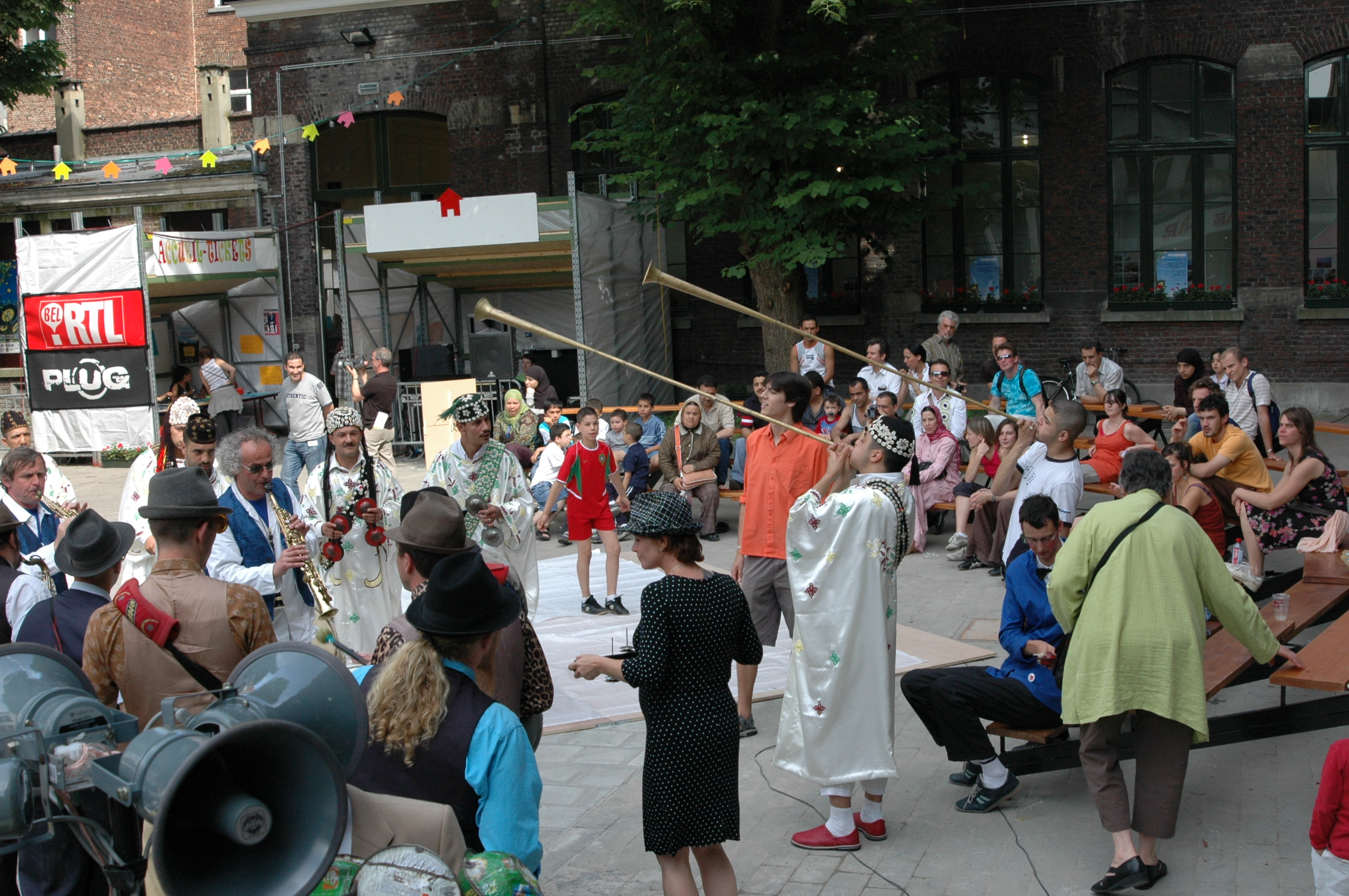
Гурт традиційного музики з Марокко виступає у Бельгії під час Fête de la Musique 2006

Свято музики (фр. Fête de la Musique) — щорічна світова музична подія, що відбувається в перший день літа, в день літнього сонцестояння — 21 червня. Подія святкування спрямована на популяризацію музики серед населення. В цей день на вулицях, площах, у парках та інших місцях тисячі міст у 120 країнах відбуваються безкоштовні виступи любителів музики та професійних музикантів.

## Історія заснування
Перше свято музики відбулося в Парижі в 1982 році за ініціативою міністра культури Франції — Жака Ланга. За більш ніж тридцятирічну історію фестиваль вийшов за національні кордони і став світовою подією в галузі музики.

## Особливості свята
Основними характерними рисами Свята музики є безкоштовні виступи професіоналів та аматорів просто неба. Концерти в рамках фестивалю проводяться на відкритому повітрі в парках, скверах і на площах. Вітаються спонтанні виступи музикантів на вулицях, що створює неповторну атмосферу свята.